# Ossian Studios
Ossian Studios Inc. — канадская компания, занимающаяся разработкой компьютерных игр.

## История

### Основание компании
Компания Ossian Studios была основана в 2003 году Аланом Миранда и его женой Элизабет Старр. Компания названа в честь легендарного кельтского барда-воина Оссиана, который рассказывал о великих приключениях и путешествовал по воинскому раю, где воины пировали, бились и умирали, чтобы на следующий день снова возродиться, пировать и воевать вечно.

### Алан Миранда
Алан Миранда — бывший продюсер компании BioWare, продюсировавший Baldur's Gate II: Throne of Bhaal помогавший продюсировать Neverwinter Nights. До работы на BioWare он был дизайнером в компании Relic Entertainment, где работал над игровой механикой и уровнями к RTS Impossible Creatures. На данный момент он продюсирует все игры, выпускаемые Ossian Studios. Алан владеет дипломом бакалавра экономики Университета Британской Колумбии и дипломом по программированию двух- и трехмерных компьютерных игр Школы Прикладной Компьютерной Графики DigiPen.

## Игры

### Darkness over Daggerford
Darkness over Daggerford — модуль для Neverwinter Nights, действие которого разворачивается во вселенной Forgotten Realms. Модуль привносит в игру новую систему мировой карты со случайными встречами, замок для игрока, пять новых музыкальных треков и многое другое.
Журнал Computer Games Magazine в своем обзоре дал игре блестящую оценку.

### Mysteries of Westgate
Mysteries of Westgate — аддон (adventure pack) для Neverwinter Nights 2. Геймплей игры нелинеен и рассчитан на 15 часов игры. Аддон привносит в игру новых монстров, музыку и другие элементы, которые могут быть использованы игроками для создания собственных уровней. Действие разворачивается в фэнтезийном мире Forgotten Realms.
Игра получила положительные отзывы от журналов PC Gamer Magazine и Games for Windows: The Official Magazine.

### The Shadow Sun
The Shadow Sun — ролевая игра для мобильных устройств, действие которой разворачивается в одноимённой вселенной. В отличие от предыдущих работ студии, игра никак не связана ни с ролевой системой D&D, ни с миром Forgotten Realms. Игра вышла на iOS 19 декабря 2013 года, а релиз на Android состоялся годом позже - 20 ноября 2014 года. Игра получила положительные отзывы от критиков.